# Portada/efemèride octubre 7
Edgar Allan Poe
« 6 d'octubre · 7 d'octubre · 8 d'octubre »